# 5じはんLIVE @home
『5じはんLIVE @home』（ごじはんらいぶ あっとほーむ）は、とちぎテレビで放送されていたローカルワイド番組・報道番組である。

## 概要
2002年4月1日から14年間に渡って放送してきた『イブニング6』の後継番組として、放送時間を30分繰り上げて2016年4月4日にスタートした。
「もっととちぎに恋をしよう!」をキャッチコピーに、地域密着情報はもちろん、未発見のとちぎの良さ、日常のちょっとした気付きなどを広く分かりやすく伝える。長くとちぎに住んでいる人も、自分周りの地域を離れると県内でも意外に知らない情報がたくさんあるもの。そうした隠れたとちぎの良いところを発信していく。併せて日々刻々と変わるトレンドや生活情報も伝える。
しかし、2017年3月31日に放送終了。とちぎテレビ夕方のローカルワイド番組の中では最短の放送期間だった。後継番組は、前番組『イブニング6』のリニューアル版である『イブニング6Plus』が同年4月3日よりスタートした。

## 出演者
| 月・火     | 水       | 木・金   |          |
| MC         | MC       | MC       |          |
| ---------- | -------- | -------- | -------- |
| 若林芽育   |          |          |          |
| 中西希     | 中西希   | （不在） | （不在） |
| 増田美香   |          | （不在） | （不在） |
| （不在）   | 吉田愛梨 | 吉田愛梨 |          |
| 気象予報士 |          |          |          |
| 池田未来   | 池田未来 | 田代大輔 |          |

## 主なコーナー

### 平日
- 天気予報（18:17頃）
  - 気象予報士の池田と田代が天気を解説する。
- とちテレアプリ（17:56頃）
  - 視聴者が投稿した写真を紹介する。紹介されると番組からプレゼントが贈られる。

### 月曜日
- “学”ビジョンとちぎ（17:45頃）
  - 学びの現場を分かりやすく紹介するとともに、楽しいイベントを伝える。

### 火曜日
- ペットプラネット（17:35頃）
  - カンセキペット担当の柳原光晴バイヤーと小池祥絵がペット情報を紹介する。当コーナーは後継番組『イブニング6Plus』でも継続。
- 家族ノミカタ（18:25頃）
  - 若林が家族をテーマに展開する。

### 水曜日
- 街ブラ（17:35頃）
  - 吉田と中西が週代わりで県内の市町から生中継する。
- 地域密着ケーブルテレビ便り（17:45頃）
  - 県内のケーブルテレビから各地の情報をお届けする。

### 木曜日
- 本田仁美の恋とち（17:35頃）
  - AKB48 Team8の本田仁美が県内のさまざまなプレイスポットを体験する。当コーナーは後継番組『イブニング6Plus』でも継続。
- 県政ひとくちメモ（17:45頃）
  - 生活に役立つ身近な情報を紹介する。
- 吉田のコレカワ（18:25頃）
  - 吉田が生活に役立つ!?グッズを紹介する。

### 金曜日
- とちぎのブランド2525中継隊（17:35頃）
  - 県内25の市と町からその魅力をお送りする。
- 週末はNOT@home（18:25頃）
  - 週末におススメの美味しいものや楽しいものをお届けする。
- 足銀presentsどうなっているのとちぎの経済（第4週）
  - 県内経済を足利銀行の関係者が分かりやすく解説する。当コーナーは後継番組『イブニング6Plus』でも継続。